# پژو ۳۰۱ (۲۰۱۲)
پژو ۳۰۱ (Peugeot 301) یک خودروی کامپکت تولیدشده توسط شرکت خودروسازی پژو فرانسه است. این خودرو در سال ۲۰۱۲ در نمایشگاه بین‌المللی خودرو پاریس رونمایی و از سپتامبر همان سال به بازار عرضه شد. این خودرو خواهر دوقلوی سیتروئن سی-الیزه شرکت سیتروئن می‌باشد. ساخت هردوی این خودروها در سال ۲۰۱۲ در اسپانیا آغاز شد و سپس تولید آن‌ها در سال ۲۰۱۳ در چین و ۲۰۱۴ در نیجریه آغاز گردید.
فروش پژو ۳۰۱ در نوامبر ۲۰۱۲ در ترکیه آغاز گردید و پس از آن به بازار کشورهای غرب آسیا، آفریقا، آمریکای لاتین و اروپای شرقی وارد شد. از آن‌جایی‌که پژو ۳۰۱ ویژه بازارهای ضعیف و درحال توسعه طراحی شده بود، در اروپای غربی ارائه نشد.
این خودرو طی توافقی میان پژو و ایران خودرو قرار بود در ایران تولید شود اما به دلیل تحریم این اتفاق هیچگاه نیوفتاد.
تارا (خودرو) نسخه بومی سازی شده این خودرو می باشد.

## مشخصات

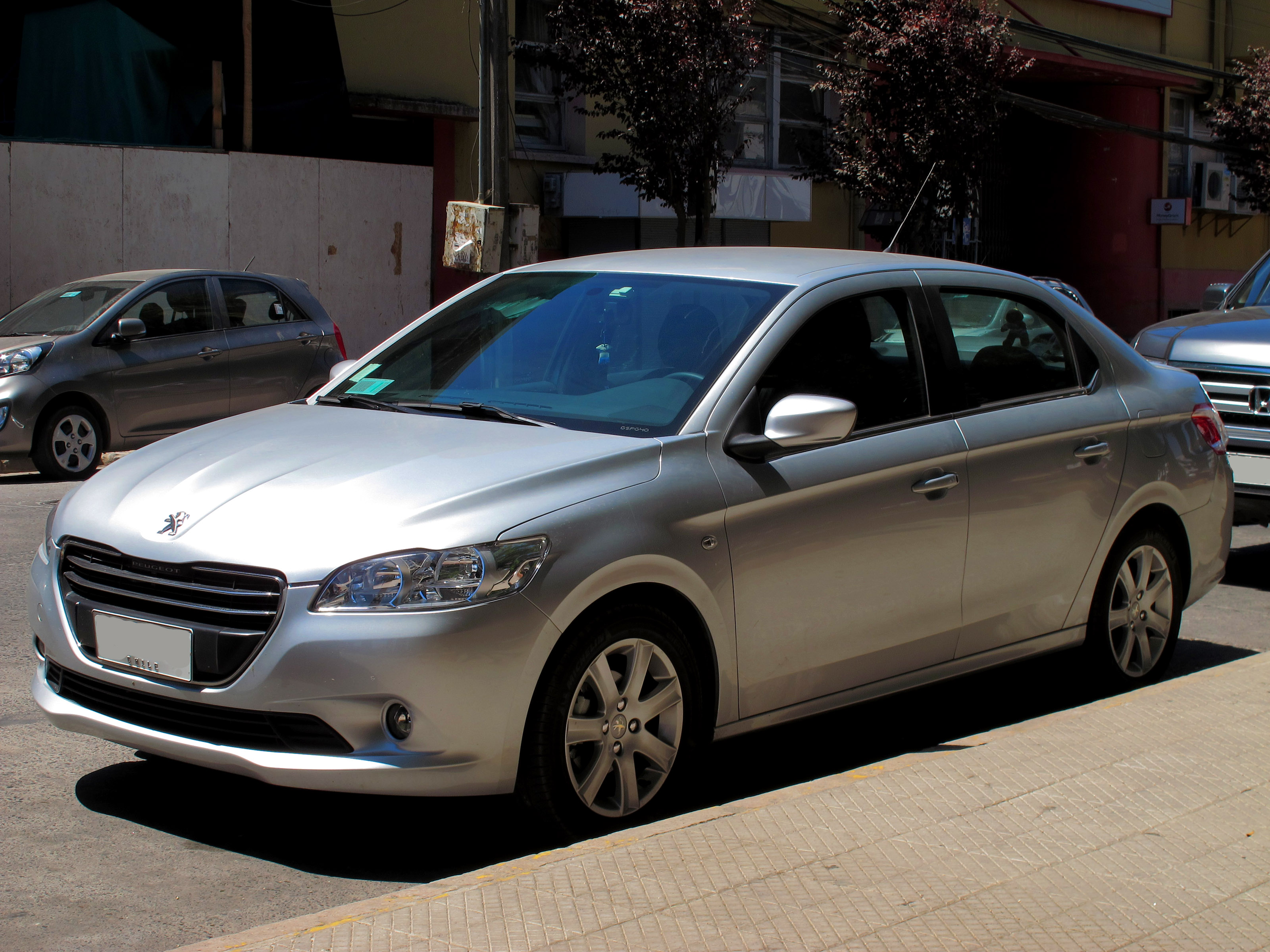
پژو ۳۰۱ فاز اول

طول خودرو در پژو ۳۰۱ در حدود ۴٬۴۴۰ میلی‌متر می‌باشد. برای این خودرو چهار مدل موتور در رنج‌های متفاوت درنظر گرفته شده‌است. موتورهای ۱٫۲ لیتری ۳ سیلندر با دو جعبه‌دنده دستی و خودکار؛ موتورهای ۱٫۶ لیتری ۴ سیلندر و موتورهای دیزلی ۱٫۵ لیتری و ۱٫۶ که هر دو موتور به‌صورت دنده دستی ارائه گردیده‌است. در ایران قرار است با موتور ئی‌سی۵ (EC5) ۱٫۶ لیتری ۴ سیلندر عرضه شود.

### ئی‌سی۵
این پیشرانه بر روی پژو ۳۰۱، پژو ۲۰۸ نسل دوم و سیتروئن سی‌الیزه به‌کار گرفته شده‌است که نمونه بهبودیافتهٔ تی‌یو۵ می‌باشد و ۱۱۴ اسب‌بخار قدرت دارد.

## نام
نام پژو ۳۰۱ نخستین بار در سال ۱۹۳۲ مورد استفاده قرار گرفته‌است. پژو ۳۰۱ جدید نخستین خودروی پژو است که راهبرد اصلاح سامانه نام‌گذاری را با استفاده از X01 و X08 آغاز می‌کند، تا مدل‌های بازارهای در حال ظهور و مدل‌های سنتی بازار را نشان دهد.

## سیتروئن سی-الیزه
شرکت سیتروئن نیز همگام با شریک تجاری خود (پژو) در هنگام برگزاری نمایشگاه خودروی پاریس مدل مشابه ۳۰۱ تحت نام C-Elysée را رونمایی کرد و هدف خود را از عرضه این مدل، فروش در کشورهای خاورمیانه و شمال آفریقا عنوان نمود. سیتروئن سی‌الیزه در بازارهای اسپانیا، پرتقال و یونان عرضه پیدا کرد. در سال ۲۰۱۴ تولید و فروش سیتروئن سی‌الیزه در چین توسط شرکت سرمایه‌گذاری مشترک دانگ‌فنگ پژو-سیتروئن آغاز شد و این خودرو به‌عنوان جانشین سیتروئن الیزه در این کشور معرفی گشت. در سال ۲۰۱۴، عرضه این محصول در ایتالیا، آلمان و فرانسه نیز آغاز گشت.

### سیتروئن سی-الیزه در مسابقات
در سال ۲۰۱۳ تیم سیتروئن اسپرت از این خودرو برای مسابقات استفاده کرد. این خودرو چون قدرت موتوری مناسب نداشت تیم سیتروئن اسپرت این خودرو را تقویت کرد تا خودرویی به نام Citroën C-Elysée WTCC پدید آید.

## ایمنی

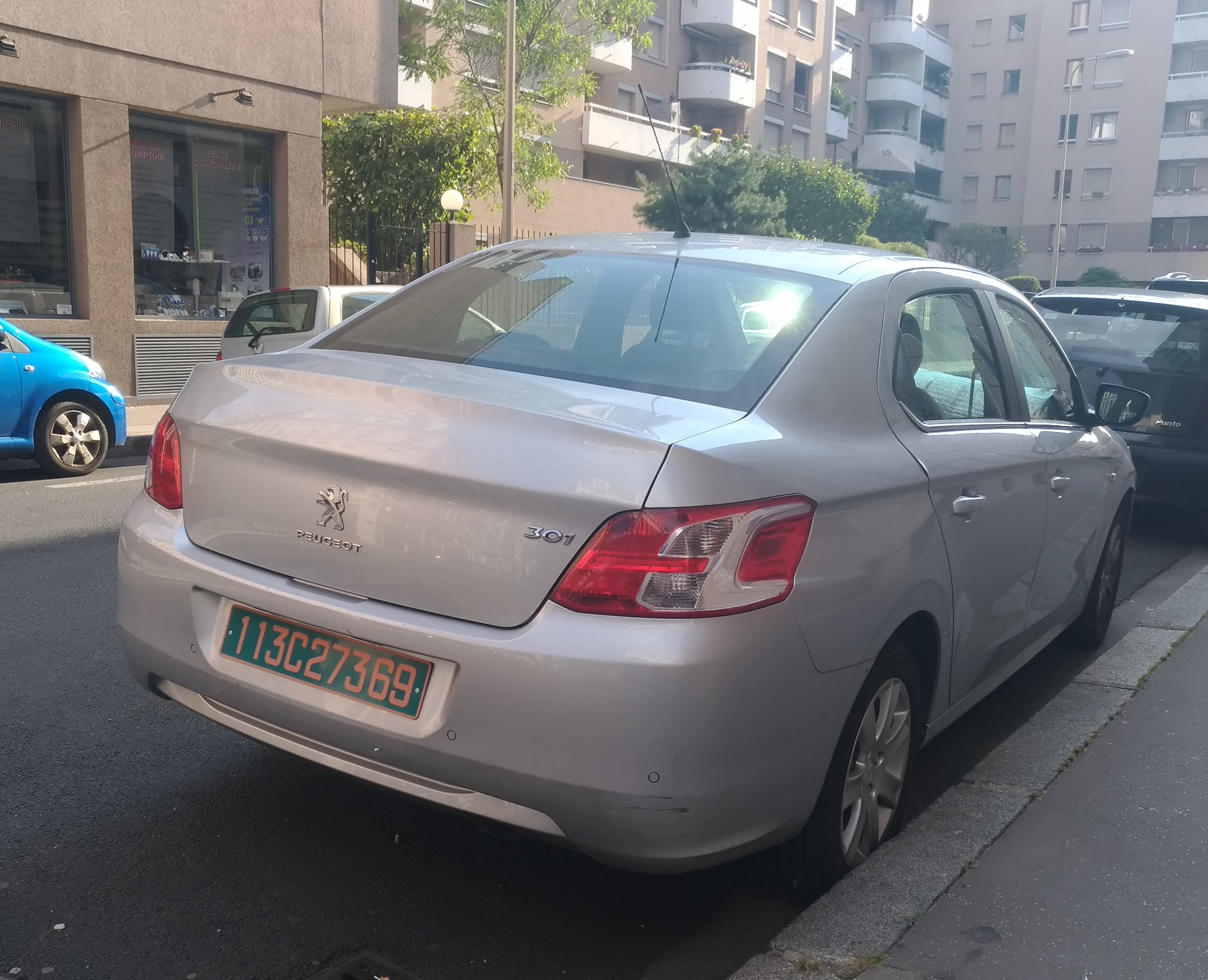
نمای پشت

از آن‌جایی‌که پژو ۳۰۱ و سیتروئن سی-الیزه کاملاً دارای مشخصات، پلتفرم و بدنه یکسان هستند، نتایج تصادف و ایمنی هریک برای دیگری نیز صادق است. از این رو، سیتروئن سی-الیزه در سال ۲۰۱۴ توسط مؤسسه یورو ان‌سی‌ای‌پی مورد تست تصادف قرار گرفت و توانست ۳ ستاره از ۵ ستاره ایمنی در تصادفات را کسب کند که شامل ۷۱٪ ایمنی برای سرنشینان، ۷۵٪ ایمنی کودکان، ۵۴٪ عابرین پیاده و ۳۳٪ در بخش ایمنی خودرو پیش از تصادف می‌شود.
| نتایج تست سال ۲۰۱۴                          |     |
| امتیاز مجموع کسب شده از مؤسسه یورو ان‌سی‌ای‌پی |     |
| حفاظت از سرنشینان                           | ۷۱٪ |
| ایمنی کودک                                  | ۷۵٪ |
| حفاظت از عابر پیاده                         | ۵۴٪ |
| ایمنی فعال                                  | ۳۳٪ |

## میزان فروش
| سال       | ۲۰۱۲  | ۲۰۱۳   | ۲۰۱۴    | ۲۰۱۵    | ۲۰۱۶    | ۲۰۱۷   |
| شمار فروش | ۴٬۸۱۳ | ۷۲٬۱۸۲ | ۱۱۰٬۳۶۶ | ۱۰۲٬۸۶۹ | ۱۰۲٬۱۰۵ | ۶۳٬۸۶۶ |